# مايك هنري
مايك هنري (بالإنجليزية: Mike Henry (voice actor))‏ (و. 1964 – م) هو كاتب سيناريو، ومغن، وممثل، ومنتج أفلام، وممثل دُبلاج، وممثل هزلي، وممثل تلفزيوني من الولايات المتحدة الأمريكية ولد في ريتشموند.

## روابط خارجية
- مايك هنري على موقع IMDb (الإنجليزية)
- مايك هنري على موقع قاعدة بيانات الفيلم (الإنجليزية)